# Paradoja de Bertrand (economía)
En economía, la paradoja de Bertrand - por el nombre de su creador, Joseph Bertrand, describe una situación en la que dos jugadores (empresas) llegan a un estado de equilibrio de Nash donde ambas empresas cobran un precio igual al costo marginal, pese a que son un duopolio. La paradoja es que en modelos como la competencia Cournot, un aumento en el número de empresas se asocia a una convergencia de los precios a los costes marginales. En estos modelos alternativos de oligopolio un pequeño número de empresas de obtener beneficios positivos de los precios por encima del coste de carga. Supongamos que dos empresas, A y B, venden un producto homogéneo de productos básicos, cada uno con el mismo coste de producción y distribución, para que los clientes elijan el producto únicamente sobre la base del precio. De ello se desprende que la demanda es infinitamente precio-elástica. Ni A ni B se establecerá un precio más alto que el otro, porque al hacerlo se producirá la totalidad del mercado a su rival. Si se fijan el mismo precio, las compañías compartirán tanto en el mercado y las ganancias.
Por otro lado, si bien la firma puede reducir su precio, incluso solamente un poco, y con esto ganar todo el mercado y beneficios sustancialmente más grandes. Dado que tanto A como B lo saben, cada uno va tratar de socavar la competencia hasta que el producto se está vendiendo con beneficios extraordinarios iguales a cero. Este es un equilibrio de Nash en estrategias puras. Trabajos recientes han demostrado que puede haber un equilibrio de Nash en estrategias mixtas adicionalmente con beneficios económicos positivos.
La paradoja de Bertrand aparece raramente en la práctica, ya que los productos reales casi siempre se diferencian de alguna manera aparte del precio (nombre comercial, si no en otra cosa), las empresas tienen limitaciones en su capacidad para fabricar y distribuir, y dos empresas rara vez tienen costos idénticos.
El resultado de Bertrand es paradójico porque si el número de empresas que va de uno a dos, el precio disminuye desde el precio de monopolio a los precios de competencia perfecta y se mantiene en el mismo nivel que el número de empresas aumenta aún más. Esto no es muy realista, como en la realidad, los mercados que ofrecen un pequeño número de empresas con poder de mercado suelen cobrar un precio superior al coste marginal. El análisis empírico muestra que en la mayoría de las industrias con dos competidores, se obtengan beneficios positivos. Las soluciones a la paradoja intento para derivar soluciones que sean más acordes con las soluciones del modelo de Cournot de la competencia, en la que dos empresas en un mercado obtienen beneficios positivos que se sitúan entre los niveles de competencia perfecta y el monopolio.
Algunas de las razones de la paradoja de Bertrand no se aplica estrictamente:
- Las limitaciones de capacidad. A veces las empresas no tienen la capacidad suficiente para satisfacer toda la demanda. Este fue un punto planteado por primera vez por Francis Edgeworth[4] y dio lugar al modelo de Bertrand-Edgeworth .
- Precios enteros. Los precios más altos que MC se descartan porque una empresa puede socavar otra por una cantidad arbitrariamente pequeña. Si los precios son discretos (por ejemplo, tener que tomar valores enteros) entonces usted tiene que rebajar por lo menos un centavo. Esto implica que el precio de un centavo por encima de MC es ahora un equilibrio: si la otra empresa fija el precio de un centavo por encima de MC, la otra empresa puede socavar y capturar todo el mercado, pero esto va a ganarlo con cero ganancias. Se prefieren compartir el mercado 50/50 con la otra empresa y obtener beneficios estrictamente positivos.[2][3]
- La diferenciación del producto. Si se diferencian los productos de las empresas, los consumidores no pueden cambiar por completo el producto con el precio más bajo.
- Competencia dinámica. Interacción repetida o la competencia de precios repetida puede provocar que el precio esté por encima de MC en equilibrio.
- Más dinero para el precio más alto. Se desprende de la interacción repetida: Si una compañía fija su precio un poco más alto, entonces van a seguir recibiendo la misma cantidad de compras, pero más beneficios por cada compra, por lo que la otra compañía elevará su precio, y así sucesivamente (sólo en juegos repetidos , de lo contrario la dinámica de precios son en la otra dirección).
- Oligopolio. Si las dos empresas se ponen de acuerdo en un precio, que es en su interés a largo plazo para mantener el acuerdo: los ingresos por reducción de los precios es menor que el doble de los ingresos de mantener el acuerdo, y dura sólo hasta que la otra empresa reduce sus propios precios .